# Michail Siamjonaŭ
Michail Uladzimiravitj Siamjonaŭ (belarusiska: Міхаіл Уладзіміравіч Сямёнаў, łacinka: Michaił Uładzimiravič Siamionaŭ, ryska: Михаил Владимирович Семёнов, Michail Vladimirovitj Semjonov), född 30 juli 1984 i Minsk i dåvarande Vitryska SSR i Sovjetunionen (nu Belarus), är en belarusisk brottare som tog OS-brons i lättviktsbrottning i den grekisk-romerska klassen 2008 i Peking.
[uppföljning saknas]

## Fotnoter
1. ↑  På belarusiska: Міхаіл Уладзімеравіч Сямёнаў, Michail Uladzimeravitj Siamjonaŭ, łacinka: Michaił Uładzimieravič Siamionaŭ (används i Belarus).